# サッカー専門誌
サッカー専門誌（サッカーせんもんし）とは、サッカー競技を専門に扱う雑誌や新聞の事である。

## 概要

### 海外

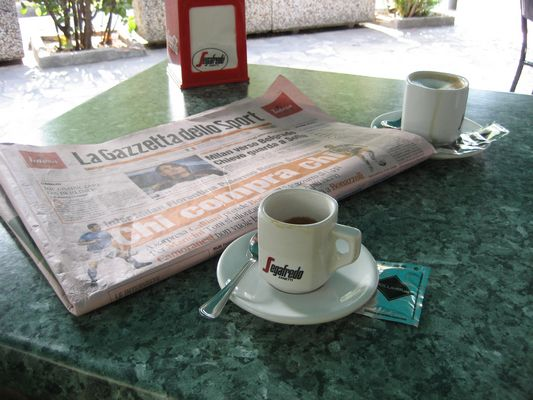
イタリアの『ガゼッタ・デロ・スポルト』

海外の主なサッカー専門誌には、ドイツの『キッカー』、フランスの『フランス・フットボール』、イギリスの『ワールドサッカー』、ブラジルの『プラカール』など、サッカー中心の報道を行うスポーツ専門誌には、イタリアの『ガゼッタ・デロ・スポルト』や、アルゼンチンの『エル・グラフィコ』などがある。
2010年代になると日本と同様に、欧米でも出版不況やインターネットの普及に押され廃刊となるケースや、従来の紙媒体からウェブサイトへと移行する状況が増えている。廃刊誌の中には、スペインの『ドン・バロン』なども含まれる。

### 日本
日本では1966年に『サッカーマガジン』（ベースボール・マガジン社）が創刊されたのが始まりで、1971年に『イレブン』（日本スポーツ出版社、1988年廃刊）、1979年に『サッカーダイジェスト』（日本スポーツ企画出版社）、1986年に『ストライカー』（学習研究社、2019年休刊）が創刊され、インターネットや衛星放送の存在しない時代に、サッカー関係者やファンにとって貴重な情報源となった。この当時はサッカー少年を含む競技者や指導者を主な対象とし国内中心の雑誌作りが行われていたが、欧米サッカーへの関心の高まりを受け国外情報の掲載も行われた。
1990年代以降、各クラブを専門に扱った雑誌や、海外サッカー人気の高まりによりそれを専門に扱う雑誌が創刊されるなど、ターゲット層を絞った雑誌作りも行われるようになった。この頃になると従来の競技者や指導者向けではなく、サポーターやファンに対象を向けるなど大衆娯楽的な傾向が強まったとも言われる。

## 主な専門誌

### 一般
- サッカークリニック<月刊>
- サッカーダイジェスト<月刊>
- サッカーマガジン<隔月刊>
- ワールドサッカーダイジェスト<月2回刊>

### 公式マガジン
- 月刊コンサドーレ<月刊>
- 月刊グラン<月刊>
- AVISPA MAGAZINE<不定期刊>
- 紫熊倶楽部<月刊>

### 休刊・廃刊
- サッカーキング<季刊>
- フットボリスタ<隔月刊>
- エル・ゴラッソ<週3回刊>
- フットボール批評<季刊>
- CALCIO2002<不定期刊>
- サッカー批評<季刊>
- ジュニアサッカーを応援しよう!<季刊>
- ワールドサッカーキング<月刊>
- Jリーグサッカーキング<月刊>
- サッカーゲームキング<月刊>
- サムライサッカーキング<不定期刊>
- ストライカーDX<隔月刊>
- サッカーai<隔月刊>
- J'sサッカー<月刊>
- ワールドサッカーグラフィック<月刊>
- 月刊ゴール<月刊>
- フッティヴァル<月刊>
- ワールドサッカーマガジン<隔週刊>
- トトワン<タブロイド新聞>
- サッカーJ+<不定期刊>
- サッカーN+<不定期刊>
- 中学サッカー小僧<不定期刊>
- 月刊J2マガジン<月刊>
- 月刊ファンフォーレ<月刊>
- 浦和レッズマガジン<不定期刊>
- ベガルタ仙台・プレミアムファンブック<不定期刊>
- F.C.TOKYO MAGAZINE BR TOKYO<月刊>